# Дамян Бейнов
Дамян Павлов Бейнов е български офицер, подполковник.

## Биография
Роден е на 14 юни 1899 година в Сопот. През 1920 година завършва Военното училище в София. Служи в 5-и пехотен дунавски полк и 6-и пехотен търновски полк (1921), 7-и пехотен преславски полк (1928), 14-и пехотен македонски полк (1931), 16-и пограничен участък (1934), 8-и пехотен приморски полк (1936), след което от 1938 г. отново служи в 7-и пехотен преславски полк.
В началото на Втората световна война (1941 – 1945) служи във Военното училище (1941). От 1942 година е домакин на първи пехотен софийски полк. През 1944 година е командир на тридесети пехотен шейновски полк. Същата година е зачислен към щаба на втора армия. Участва в превземането на Военното министерство на 9 септември 1944 г. С министерска заповед № 192 от 1 ноември 1944 е командир на двадесет и пети пехотен драгомански полк. Награждаван е с орден „За храброст“, IV степен, 1-ви клас. Уволнен през 1946 година.

## Семейство
Подполковник Дамян Бейнов е женен с 2 деца.

## Военни звания
- Подпоручик (4 октомври 1920)
- Поручик (27 ноември 1923)
- Капитан (31 октомври 1930)
- Майор (3 октомври 1938)
- Подполковник (3 октомври 1942)